# Onroerende goederen (België)
In België bestaan er drie soorten onroerende goederen: 
- goederen die onroerend zijn door hun aard
- goederen die onroerend zijn door hun bestemming
- goederen die onroerend zijn door het voorwerp waarop ze betrekking hebben.[1]

## Onroerend uit de aard
De algemene definitie is: "onroerend uit de aard, de grond en al wat met de grond rechtstreeks of onrechtstreeks, op natuurlijke of op kunstmatige wijze, verenigd is en daaraan zijn nut ontleent". Daarnaast geeft het Burgerlijk Wetboek ter illustratie een aantal voorbeelden over goederen die onroerend zijn uit hun aard: gronderven en gebouwen, windmolens of watermolens die op palen staan en van het gebouw deel uitmaken, wortelvaste veldvruchten en onafgeplukte boomvruchten schaarbomen en hoogstammige bomen, buizen die voor waterleiding in een huis dienen of op een ander erf. Dit betreft echter geen exhaustieve of volledige opsomming van alle goederen die onroerend zijn uit hun aard, deze opsomming dient louter ter illustratie.

### Grond
De grond of bodem is het vlak van de aardkorst en de zich daaronder bevindende vaste lagen. Niet enkel de bovengrond, maar dus ook de ondergrond telt mee. Dit zorgt ervoor dat ook de delfstoffen, hoewel bestemd om ontgonnen te worden, onroerend zijn uit hun aard.

### Natuurlijk met de grond verenigd
Planten zijn, net zoals gewassen en bomen, natuurlijk met de grond verenigd. Hetzelfde geldt voor bomen in een boomkwekerij, maar niet voor planten die in potten zijn geplaatst. Niet-geoogste vruchten en producten zijn eveneens onroerend uit hun aard, tenzij ze vervroegd als onroerend worden beschouwd.

### Gebouwen of bouwwerken: incorporatiecriterium
Gebouwen, bouwwerken en alle wat tot de uitrusting ervan behoort, zijn kunstmatig met de grond verenigd. De wet zwijgt over wat onder het begrip "gebouw" en "bouwwerk" valt, maar volgens rechtsleer en rechtspraak is er sprake van een gebouw of bouwwerk van zodra er een geheel van diverse materialen zijn bijeengebracht om een geheel te vormen, dat in de grond is geïncorporeerd.
Er bestaan verschillende toepassingen van het incorporatiecriterium:
1. De materialen kunnen niet verwijderd worden zonder schade: men moet kappen of breken om ze weer los te krijgen. Hieronder valt bijvoorbeeld alles wat met gips, kalk of cement in het gebouw is verwerkt of eraan is vastgehecht.[11] Ook bijvoorbeeld ramen, deurlijsten, waterleidingsbuizen, tegels, ingemetselse open haarden, ingebouwde keukens en rolluikkasten vallen hieronder.
2. Zelfs indien er geen materiële hechting is, zijn zaken onroerend door incorporatie indien de zaak duurzaam verbonden is aan de grond en niet bestemd is om te worden verplaatst.[12]
3. Zaken die niet materieel zijn vastgehecht aan een onroerende zaak, maar die als noodzakelijke afwerkingselementen voor het normale gebruik van de hoofdzaak nodig zijn, zijn eveneens onroerend door incorporatie, bijvoorbeeld een deur die in scharnieren hangt.

## Onroerend door bestemming
Zaken die door de eigenaar blijvend aan het erf verbonden zijn, kunnen hoewel ze roerend uit hun aard zijn, toch onroerend door bestemming worden. Hierbij is vereist dat het gaat om een specifieke bestemming: het moet gaan om een specifieke welomschreven, meestal economische, activiteit.

### Economische bestemming
Hier gaat het om zaken die worden aangewend voor de bedrijfsactiviteit die op een grond of in een gebouw plaatsvindt. Er moet worden voldaan aan volgende voorwaarden:
1. Er is sprake van een lichamelijke onroerende zaak.
2. Zowel de hoofdzaak als de zaak die onroerend wordt door economische bestemming behoren toe aan eenzelfde eigenaar.
3. De zaak dient voor de dienst of exploitatie van het onroerend goed waarin het is geplaatst.

Het Hof van Cassatie voegt hier twee voorwaarden aan toe:
1. De grond of het gebouw waar de activiteit, de uitbating of  de productie plaatsvindt, moet zichtbaar aan de bedrijvigheid zijn aangepast of speciaal daartoe zijn ingericht, hetgeen toelaat derden vast te stellen welke activiteit plaatsvindt en welke goederen onroerend worden.
2. De zaak moet nuttig, maar niet noodzakelijk zijn: het volstaat niet dat de zaak niet persoonlijk nuttig is voor de eigenaar; de zaak moet effectief worden aangewend voor de uitvoering van de activiteit.

De zaak wordt niet onroerend door economische bestemming indien de zaak wordt verkregen door diefstal.

### Verfraaiingsbestemming
Naast de economische bestemming bestaat ook de verfraaiingsbestemming, zoals spiegels van een vertrek, sieraden, schilderijen. Essentieel is hierbij de wil van de eigenaar. Vissen die in een vijver worden geplaatst door de eigenaar omdat de eigenaar wil dat de vijver hierdoor verfraaid wordt, zijn onroerend door verfraaiingsbestemming.

## Onroerend door het voorwerp waarop het betrekking heeft
Goederen zijn ofwel lichamelijk, ofwel onlichamelijk. Hierboven werden lichamelijke onroerende goederen besproken. Onlichamelijke goederen nemen de vorm aan van rechten. Indien deze rechten betrekking hebben op onroerende lichamelijke goederen, dan zijn deze rechten ook onroerend. Zo is het eigendomsrecht op een gebouw een onroerend recht door het voorwerp waarop het betrekking heeft.
Er wordt een onderscheid gemaakt tussen verschillende rechten.
- Zakelijke rechten op onroerende zaken: het eigendomsrecht, het recht van opstal, het recht van erfpacht, erfdiensbaarheden, het recht van vruchtgebruik. Voor zover deze rechten betrekking hebben op onroerende goederen, zijn zijzelf ook onroerend door het voorwerp waarop zij betrekking hebben.
- Vorderingsrechten: hebben betrekking op het recht van de schuldeiser om van de schuldenaar een prestatie te eisen (iets doen, niet doen of geven). De verplichting om iets te doen of niet te doen is altijd roerend, zelfs indien het slaat op iets onroerend. De verplichting tot iets te geven is onroerend door het voorwerp waarop zij betrekking heeft, voor zover het slaat op een onroerend goed.
- Onroerende rechtsvorderingen: zijn rechtsvorderingen die een rechtssubject kan instelling om zijn recht voor een rechter in te roepen en af te dwingen, zoals bijvoorbeeld een eigendomsvordering. Indien deze slaat op een onroerend goed, is ook de onroerende rechtsvordering onroerend door het voorwerp waarop ze betrekking heeft.

Deze indeling is van belang voor de territoriale bevoegdheid van de rechter voor wie een vordering wordt gebracht. Voor onroerende rechtsvordering is enkel de rechter van de plaats van de ligging van het onroerend goed bevoegd om hiervan kennis te nemen.